# Shannon Whirry
Shannon Whirry (Green Lake, Wisconsin; 7 de noviembre de 1964) es una actriz estadounidense.

## Carrera
Shannon Whirry se preparó en la American Academy of Dramatic Arts en los 1980, apareciendo en escena en Las mariposas son libres y La profesión de la Señora Warren.
Sin embargo, comenzó a trabajar en películas eróticas de serie B a principios de los 1990 junto con otras scream queen de la época, tales como Tanya Roberts, Maria Ford, y Shannon Tweed. Producciones de Gregory Hippolyte director de Animal Instincts I y II, Body of Influence, y Mirror Images II donde Whirry aparece en numerosas escenas desnuda. Otros filmes fueron Private Obsession y Playback, una producción de Playboy.
A finales de los 1990, pasó del cine softcore a series de la televisión nacional y películas, incluyendo géneros de acción, sci-fi y terror. Tuvo un papel recurrente, como la secretaria de Mike Hammer Velda, en la serie de televisión Mike Hammer, Private Eye y realizó apariciones como invitada en shows como ER, Felicity, Seinfeld, V.I.P., Murphy Brown, Malcolm in the Middle y Nash Bridges.
En 2007 apareció en una miniserie para la BBC, Nuclear Secrets, interpretando a Kitty Oppenheimer, la esposa de Robert Oppenheimer.
También tuvo un pequeño papel en la película de Jim Carrey Me, Myself & Irene en el 2000.

## Filmografía

### Cine
- Out for Justice (1991), Terry Malloy
- Animal Instincts (1992), Joanna Cole
- Sliver (1993), Mujer mirándose en el espejo (sin créditos)
- Body of Influence (1993) (V), Laura/Lana
- Mirror Images II (1994) (V), Carrie/Terrie
- Animal Instincts 2 (1994), Joanna Cole
- Madame Hollywood (1994), Lori
- Private Obsession (1995), Emmanuelle Griffith
- The Granny (1995), Kelly Gargoli
- Dangerous Prey (1995), Robin
- Ringer (1996), Kristin/Tracy
- Playback (1995), Karen Stone
- Exit (1996), Diane
- Retroactive (1997), Rayanne
- Omega Doom (1997), Zed
- Fatal Pursuit (1998), Jill
- The Prophet's Game (1999), Barb
- Lying in Wait (2000), Lois
- Me, Myself & Irene (2000), Beautiful Mom
- Active Stealth (2000) (V), Gina Murphy
- Mach 2 (2001), Shannon Carpenter
- Mike Hammer: Song Bird (2003) (V), Velda (secretaria de Mike Hammer)
- Jolene (2008), Teacher
- Longshot (2008), Lydia

### Películas para TV
- Texas Justice (1995), Rebecca

### Apariciones en TV
- Eden (1993), amiga de Lauren
- Silk Stalkings, Karen Daniels - en el episodio "Look the Other Way" (1993)
- Murder One, Deborah Cummings - en el episodio "Chapter Ten, Year Two" (1997)
- Murphy Brown, Amber - en el episodio "Blind Date" (1997)
- Nash Bridges, Suzanne - en el episodio "Moving Target" (1997)
- Pacific Blue, Kay McNeil - en el episodio "Ties That Bind" (1997)
- Seinfeld, Cute Girl - en el episodio "The Butter Shave" (1997)
- Mike Hammer, Private Eye (1997-1998), Velda (secretaria de Mike Hammer)
- Silk Stalkings, Victoria Tremain aka Jenny Kravits - en el episodio "Passion and the Palm Beach Detectives" (1998)
- Air America, Dr. Veronica Brady - en el episodio "Fear of Flying" (1999)
- Sons of Thunder, Sabrina - en el episodio "Daddy's Girl" (1999)
- V.I.P., Katherine Johnson - en el episodio "Why 2 Kay" (1999)
- City of Angels, Gina - en varios episodios (2000)
- Malcolm in the Middle, Beautiful Woman - en el episodio "Evacuation" (2000)
- Black Scorpion, Vox Populi - en el episodio "Face the Music" (2001)
- Felicity, Barb Jones - en el episodio "Boooz" (2001)
- ER, Doreen Brant - en el episodio "No Good Deed Goes Unpunished" (2003)
- Nuclear Secrets (2007) (miniserie para TV), Kitty Oppenheimer (esposa de Robert Oppenheimer)